# Nakajima C6N
Die Nakajima C6N Sajun (jap. 彩雲, Saiun; „Perlmuttwolke“, Codename der Alliierten: Myrt) war ein trägergestützter japanischer Fernaufklärer und Torpedobomber des Zweiten Weltkriegs.

## Entwicklung
Das Muster war das erste japanische Flugzeug, das speziell als trägergestützter Aufklärer entworfen wurde. Der Auftrag zur Entwicklung wurde Nakajima im Frühjahr 1942 erteilt. Vorgaben waren unter anderem eine Höchstgeschwindigkeit von 649 km/h und 4954 km Reichweite. Die Konstruktionsarbeiten wurden von Yasuo Fukuda und Yoshizo Yamamoto durchgeführt. Um die Erprobungszeit zu verkürzen, wurden ab 1942 23 Prototypen gebaut, von denen der erste am 15. Mai 1943 erstmals flog. Ab August 1944 wurden die Serienmaschinen an die Marinestreitkräfte ausgeliefert. Das Flugzeug erwies sich als sehr erfolgreich in der Aufklärerrolle; so wurde auch eine zweisitzige Nachtjägerversion (C6N1-S) mit zwei 20-mm-Kanonen zur Abwehr der B-29 und eine Torpedobomber-Version (C6N1-B) gebaut.

## Technische Daten
| Kenngröße             | Daten (Nakajima C6N1 Myrt)                                |
| --------------------- | --------------------------------------------------------- |
| Besatzung             | 3                                                         |
| Länge                 | 11,16 m                                                   |
| Spannweite            | 12,50 m                                                   |
| Höhe                  | 3,96 m                                                    |
| Leermasse             | 1.955 kg                                                  |
| Startmasse            | 4.500 kg                                                  |
| Antrieb               | ein Nakajima-Homare-21-Sternmotor mit 1.990 PS (1.464 kW) |
| Höchstgeschwindigkeit | 606 km/h in 6.100 Meter Höhe                              |
| Dienstgipfelhöhe      | 10.750 m                                                  |
| max. Reichweite       | 5.280 km                                                  |
| Bewaffnung            | ein 7,9-mm-MG                                             |